# Mallalienne
Mallalienne  (in arabo ملاليين‎?) è un centro abitato e comune rurale del Marocco situato nella provincia di Tétouan, regione di Tangeri-Tetouan-Al Hoceima. Conta una popolazione di 9 177 abitanti (censimento 2014).